# Заслуженный деятель науки Азербайджана
«Заслуженный деятель науки» (азерб. Əməkdar elm xadimi) — почётное звание Азербайджанской Республики, присваиваемое за особые заслуги в развитии азербайджанской науки.

## Присвоение
Президент Азербайджанской Республики присваивает почётное звание по личной инициативе, а также по предложению Национального собрания и Кабинета министров.
Почётное звание присваивается только гражданам Азербайджанской Республики. Согласно указу почетное звание «Заслуженный деятель науки» не может быть присвоено одному и тому же лицу повторно.
Удостоенное почётного звания лицо может быть лишено почётного звания в случае:
1. осуждении за тяжкое преступление;
2. совершения проступка, запятнавшего почётное звание

## Указ об учреждении
Почётное звание «Заслуженный деятель науки» было учреждено указом Президента Азербайджанской Республики от 22 мая 1998 года наряду с некоторыми другими званиями.

## Описание
Лица, удостоенные почётного звания «Заслуженный деятель науки» Азербайджанской Республики также получают удостоверение и нагрудный знак почётного звания Азербайджанской Республики. Нагрудный знак почётного звания носится на правой стороне груди.
Среди Заслуженных деятелей науки Азербайджана:
- Газанфар Пашаев[1]
- Тахсин Муталлимов[2]
- Солмаз Рустамова-Тогиди[3]
- и другие.

## См.также
- Заслуженный деятель науки Азербайджанской ССР
- Почётные звания Азербайджана
- Государственные награды Азербайджана